# Teatro Grez
El Teatro Grez es un edificio patrimonial ubicado al interior del Instituto Psiquiátrico Dr. José Horwitz Barak, en la comuna de Recoleta, en la ciudad de Santiago, Chile. Inaugurado en 1897 como espacio para expresión artística de funcionarios y pacientes, fue declarado monumento nacional de Chile, en la categoría de monumento histórico, mediante el Decreto n.º 135, del 29 de abril de 2016.

## Historia
La construcción del teatro se posibilitó gracias a la donación de Manuel Silvestre Grez, como espacio de entretención, en el año 1896, y fue inaugurado al año siguiente. Albergó una gran cantidad de espectáculos artísticos, y en 1904 se utilizó como lugar para camas provisorias, luego de un incendio que atacó al recinto hospitalario.
A mediados del siglo xx el teatro se convirtió de forma paulatina en un espacio de bodega, hasta su recuperación en los años 1980.

## Descripción
De planta ortogonal, comprende un gran salón principal, con muros de albañilería. La puerta principal se encuentra en la fachada sur del edificio, que presenta un escenario de gran profundidad. En 1904 se pintaron murales en las paredes interiores del inmueble.